# 松村北斗
松村 北斗（まつむら ほくと、1995年〈平成7年〉6月18日 - ）は、日本のアイドル、俳優、歌手。男性アイドルグループ・SixTONESのメンバー。愛称はほっくん。
静岡県島田市出身。STARTO ENTERTAINMENT所属。

## 来歴
2009年2月15日、山下智久に憧れジャニーズ事務所に入所。オーディション翌日「この世界はサプライズでできているんだから」とジャニー喜多川に促され『ザ少年倶楽部』（NHK BSプレミアム）収録に参加する。A.B.C-Zの五関晃一に連れられ「ジュニアにQ」に初出演。前日がオーディションだったことを明かし当時司会だった小山慶一郎と中丸雄一を驚かせる。のちに出演作『坂道のアポロン』公開初日舞台挨拶で「わたしの一生もの」を問われた際、当時着用していた衣装が私服であったことを明かす。ジャニー喜多川より衣装が地味なので私服の毛皮のついた白のレザージャケットで出演するよう勧められたエピソードを語り、このとき着用した私服を「断捨離を経ても、今まで一つだけ捨てられないものとして取っておいたので、一生ものです」と語った。この服は自身の波乱万丈なジャニーズ人生の始まりを象徴する服でもあり、着古してボロボロになった今でも時々眺めているという。そうすることで、当時からこれだけの時を経てきたが頑張れているか、原点に戻って不安や慢心を取り除くことができるのだという。また、2020年2月発売の「ポポロ」でも、この話題に触れている。この日バックについた曲は「AMBITIOUS JAPAN!」。
同年6月4日、中山優馬、中島健人、菊池風磨、髙地優吾と中山優馬 w/B.I.Shadowを結成。その3日後の6月7日『フォーラム新記録!!︎ジャニーズJr. 1日4公演やるぞ!』で、Hey! Say! JUMPの山田涼介、知念侑李を加えた7人で 期間限定ユニットNYC boysを結成、『女子バレーボールワールドグランプリ2009』のスペシャルサポーターに就任する。
同年7月15日、中山優馬 w/B.I.Shadow並びにNYC boysの一員として両A面シングル「悪魔な恋/NYC」でCDデビュー。この年の大晦日にはNYC Boysの一員として『第60回NHK紅白歌合戦』（NHK）に初出場する。
2011年9月29日、B.I.Shadowのメンバー中島健人と菊池風磨がSexy Zoneの結成と共に11月にCDデビューすることが発表されたため、B.I.Shadowは事実上の解散となる。解散に伴い、一時期全く仕事の無い状態が続いたが「負けたままで終わるのは悔しい。周りに対しても、自分に対しても」「何をやっても今以上無くすものはない」と思い立ち、A.B.C-Zのコンサートにバックジュニアとして出演。何人かのジュニアと共にKinKi Kidsの大人っぽいセクシーな曲に挑戦し、これまでのB.I.Shadowとは違った一面を披露した。この時のパフォーマンスがテレビドラマ『私立バカレア高校』（日本テレビ）のプロデューサーの目にとまり、浅田哲也役に抜擢される。
2012年4月14日、テレビドラマ『私立バカレア高校』の浅田哲也役で俳優デビュー。続く『黒の女教師』（TBS）では出演2作目にして生徒役の“一番手”、準主役に大抜擢。ジャニー喜多川からは「スゴイ役を持ってきたから、頑張ってよ」と知らされたという。その後、『Piece』（日本テレビ）で三期連続のドラマ出演を果たす。
同年9月8日、9日、『私立バカレア高校』出演のJr.メンバー6人でジャニー喜多川に直談判し、通称・バカレア組メインコンサート『Johnny's Jr. Johnny's Dome Theatre〜SUMMARY〜』を開催。
同年10月13日『劇場版 私立バカレア高校』で映画デビュー。同作品の窪田崇監督から「松村くんは、凄い真面目でピュアな人間。立っているだけで絵を持たせなきゃいけない難しい役の哲也を、本当に上手く演じてくれました。元々の美しい立ち姿もあって、絵になりました」と評され、2014年放送の『SHARK』（日本テレビ）で再びタッグを組むこととなる。また、『黒の女教師』の伊與田英徳プロデューサーからは「北斗さんは、以前ドラマで優等生な役をお願いしたことがあって、そのイメージが強いのですが、そのときの目力の強さが印象に残っていたんです」とその実力を認められ、2013年放送の『TAKE FIVE〜俺たちは愛を盗めるか〜』（TBS）第7話、堂城一馬役に抜擢。ゲスト出演を果たす。
2013年5月、舞台『Live House ジャニーズ銀座』にて、ジェシーとダブル主演の公演を行い、当時の『日経エンタテインメント!』誌（日本経済新聞社）から「ジャニーズJr.のツートップともいえる2人」と評された。テレビドラマ『ぴんとこな』（TBS）にジャニーズJr.からジェシーと二人で出演するなどコンビの活動がメインとなったことについては「これまでにもいろんなユニットを組んできたので、その中の1つかな？という感じで淡々としています」「デビューできるならどんな形でもうれしいですけど、本音を言えば、2人組はちょっと怖いかな（笑）」と語り、また2014年11月発行の『Myojo』（集英社）では「思わず振り付け師さんに、『4人もいないとさみしいな』って言っちゃったくらい。」と当時の複雑な心境を明かした。
2014年4月、深夜バラエティ『ガムシャラ!』（テレビ朝日系）に出演。「松村北斗の ほくほく北斗」「北斗の犬」などの単独コーナーを持ち、そのシュールな演出が話題となる。同番組との連携ライブ『ガムシャラJ's party!!』にも定期的に出演し、連携企画『EXシアターで一発キメたるJ!』では、ポールダンスや三味線を短期間で習得し披露。また同番組の夏の対抗戦イベント、2014年『ガムシャラSexy夏祭り!!』2015年『ガムシャラ!SUMMER STATION』においては、二年連続『チーム羅』のリーダーを務め、ダブルダッチを披露。「気持ち切らすなって！」の名言を残し、翌年の『Myojo』の投票企画「TVグランプリ2015」流行語部門4位にランクインする。同番組での松村の発言はテロップになることが多く、番組スタッフより「印象に残る言葉を言ってくれる」と評されていた。
2015年5月1日、舞台『ジャニーズ銀座2015』公演中に、テレビドラマ『私立バカレア高校』に出演したメンバー、ジェシー、京本大我、田中樹、森本慎太郎、髙地優吾らと共に6人組ユニット『SixTONES（ストーンズ）』結成を発表。
2016年9月、SixTONESメンバー、ジェシー、田中樹と共にトリプル主演映画『バニラボーイ トゥモロー・イズ・アナザー・デイ』に出演。頭脳明晰で自信家の林秀太を演じた。アドリブを求められることも多く、主演メンバー3人の意思疎通がよく取れた現場であったと語る。
2017年4月16日開催の『ジャニーズ大運動会 2017』にSixTONESメンバーとして出場。最終競技の「200m選抜リレー」では、「50mダッシュバトル」からの選抜でKAT-TUNの上田竜也率いる『J-RED』走者に抜擢。強者が揃う中、同チームが1位を獲得し、SixTONESメンバー髙地優吾らと共に本大会のMVPを受賞した。
2018年3月『坂道のアポロン』に出演。通行人でもいいから尊敬する三木孝浩監督の映画に出演したいとオーディションを受け、松岡星児役に抜擢。オーディションでは歌を披露。また、標準語の台本を渡されていたが、方言での台詞を求められ、見様見真似で演じたところ監督より地元に馴染んだ方言を褒められたという。役作りでは、劇中でボーカルを務めるバンドがカバーするグループ・サウンズのオックス(OX)の動画を見たり楽曲を聴く事により当時の雰囲気や動きを出せるよう研究。昭和感溢れる外見に対してもどんな髪型にも対応できるよう伸ばし、当時流行のマッシュルームカットで挑んだ。また、台本と原作を読み、今回の作品にしか生きてないキャラクターにしたい、と監督に相談。原作の可愛らしさとは異なる鼻に付く憎まれる役柄を演じる。自身のキャラクターを客観的に捉え、自然と演じることができる距離に役を引き寄せ、短いシーンながら作品に強い印象を残した。映画出演に続き、11月にはSixTONESメンバーのジェシー、田中樹、髙地優吾と共に『世にも奇妙な物語 秋の特別編』（2018年）の「マスマティックな夕暮れ』に大知役で出演。12月には人気ドラマシリーズの第三弾『クロスロード3 群衆の正義』の飯塚伸役に抜擢され出演した。
2019年3月、『東海ウォーカー』から連載のオファーを受け、4月号よりミュージアム探索をメインとし、本人の思いや作品愛をつづるエッセイ「アトリエの前に」の連載を担当。連載タイトルは、自身の芸術感や世界観の原点となった絵画『コローのアトリエ』（カミーユ・コロー）に敬意を込めて名付けられた。連載第1回では「自分の言葉が美をまとい、魅力的なものとして誰かに届くことをひそかに夢見ていた」「なにかの作品の一部になりたい。そして魅力的な一部になりたい」と執筆への夢を綴った。
同年4月放送『パーフェクトワールド』（カンテレ）では渡辺晴人役に抜擢。監督から晴人は幼く見えた方がいいとの要望があり、役作りのため一度も染めたことのない黒髪を茶色く染めたことを明かした。狙い通りに周囲から幼くなったと声をかけられ、自分でもしっくりきており、またメンバーからも口数も増えてものすごく明るくなったと言われる、と語った。茶髪に性格が引っ張られているが、それも全て役作りのためで、現場でクールに黙っていたのに本番になって急に明るい役柄に入り込むのは居心地が良いものではないと考え、松村北斗でありつつも晴人に親しい部分を引き出しながら現場にいるようにしている、と真意を語った。本作では障がいを持ち左足が義足の青年という難役に挑み、車いすバスケットボールにも挑戦。同年2月より練習を始めたが、手でタイヤを動かすことにより掌が摩擦で焼けて手の皮が剥けてしまい、熱さと痛みに慣れるまで大変だったという。シュートフォームやボールの軌道を作ることも出来ず、腕力だけでのシュートも困難を極めたが、車いすバスケットのプロチームと共に練習を重ね、選手たちの生き生きとしたプレイを見て、ネガティブに捉えてしまいがちな物事に対する価値観も変わったと語る。バスケットボール専門誌『月刊バスケットボール』7月号（日本文化出版）にも掲載され、車いすバスケットボールを体験し、特訓を重ねたその成果や感想を語った。また『パーフェクトワールド』チームメンバーとして同月11日放送の『VS嵐』（フジテレビ）に出演。SixTONESの命名由来や仕事でメンバーに助けられた話として年末の『ジャニーズカウントダウン』（フジテレビ）で起きたミラクルを披露し会場を驚かせた。
同年8月8日、東京ドームで行われた『ジャニーズJr.8・8祭り 〜東京ドームから始まる〜』にてCDデビューが発表された。
2020年1月放送『10の秘密』（フジテレビ）では伊達翼役に抜擢。劇中でピアノの演奏を披露するにあたって、2ヶ月ほどピアノを習ったことを明かした。ジャニーズJr.としてのドラマ出演は、この作品が最後となる。
同年1月22日、SixTONESのメンバーとしてCDデビュー。

## 人物
初舞台『ABC座 星（スター）劇場』に出演した際に岩本照の代役で放った台詞「神風特攻隊流星組、ただ今より出撃いたします！」が忘れられない大事な台詞であると語り、その後、連続ドラマ『私立バカレア高校』（日本テレビ）出演をきっかけに、表現者として期待以上の演技を見せていくことで「自分の存在を多くの人に知ってほしい」と演技に対する強い志を抱いたことを語る。
「その人の中にある”表現したいもの”を伝えられる力というか。僕が目指すのはそこなので、歌もダンスも演技もMCも、全部捨てたくないんです。全部で”自己表現力”というものを身に付けていきたい」と語り、中でも「一番の興味はお芝居。自分という存在を感じられ、どの分野よりも『やりたい』という気持ちが強いです」「歌や踊りもですが、俳優は絶対に続けていたいし、どうしても芝居の分野で成功したい」と演技に対する意欲を語っており、これは自分自身の好みとは関係なくあらゆるパフォーマンスを常に求められているジャニーズという世界だからこそ、それら全ては演技という媒体を通して自分の表現したいものに繋がっているのではないか、という考えに基づいている。
SixTONESメンバーとして2015年から出演しているミュージカル『少年たち』での演技については、舞台上の居方を大切にしているという。
舞台ではストーリーが全てというわけではなく、演じる人物の心の中では常に様々な感情がうごめいており、全身から滲み出る演技をしっかり見せる事でより強くその感情を伝えられるのではないかと語る。それは演じている自分の佇まいや仕草に必ず出るものであり、どの瞬間も自分が演じる役に入り込み、全力でその役を生きる、そんな居方を目指したいと語った。台本の使い方については、ガイド的に常に手元においており、台詞覚えが良くないため、一度全体を把握したあとも頭に入りづらい箇所を繰り返し確認するため、ページには折り目がたくさんついているという。撮影日の前夜は、入浴後、就寝前に必ず台本を読み込むといい、TEAM NACSの安田顕プロデュースの台本カバーを愛用している。また、2013年のドラマ『TAKE FIVE〜俺たちは愛を盗めるか〜』（TBS）でゲスト出演した際も、共演者の松雪泰子や唐沢寿明の芝居を目の当たりにし、衝撃を受けたという。それまでは同じ所属事務所のジャニーズJr.や同世代の役者との共演が多かったため、唐沢寿明や稲垣吾郎らの大先輩に囲まれた現場では緊張が絶えず未知の世界であったが、共演することで大先輩の芝居を体感し、そこに存在するだけでも役に見える、いつかそんなふうになれたら、と目標とする居方について語った。

### 入所経緯
芸能界に疎い生活を送っていたが、小学5年の時、テレビドラマ『クロサギ』（TBS）を観て、主演の山下智久の持つ人間力、タレント力に憧れを抱き 、山下が所属している事務所について強い関心を持つようになる 。その年、NEWSのコンサートへ行きオープニング曲の「Stand Up!」の格好良さに惹かれジャニーズ事務所に入りたいと決意する。そんな「山下智久になりたい」という妄想に酔いしれていた松村を現実的な目標の世界へ連れ戻そうと考えた母親は彼にオーディションの存在を教え履歴書を書かせた。事務所からの返事はなかったが、ジャニーズ事務所に入れると信じてやまなかった松村は2度目の履歴書を郵送する。しかしこれもまた返事は無かった。中学1年になった年のはじめ「これが最後」とタイムリミットを中学2年の4月1日に設定し、この日を過ぎた場合は返事が来ても断るという決意と共に3通目の履歴書を送る。山積みになり処分されるものと思われていた束の一番上に置かれていた松村の履歴書に目を留めた事務所スタッフが直接ジャニー喜多川に働きかけてくれたこともあり、3度目の挑戦でジャニーズ事務所からオーディションの連絡が届く。「あの時、一枚でもほかの履歴書が上にあったら今ここに僕はいないと思う」と、当時の出来事を運命的な巡り合いであったと語る。
父親の運転する車で静岡から東京のオーディションへ向かう道中、こんな経験は普通はできないであろうという考えがふと頭をよぎり、これから始まる未来への期待と不安と緊張が重なり大粒の涙が溢れて止まらなかったという。受かっても落ちてもいないのに流れる涙を不思議に感じたと当時を振り返っている。オーディション翌日の2月15日も上京するように言われたが平日で父親が仕事だったため、1人で新幹線に乗り上京した。何を求められても対応できるよう、特技である空手の道着などで鞄をパンパンにして上京したという。この日、『ザ少年倶楽部』（NHK BSプレミアム）の収録に参加。この出来事が人生で一番の冒険であったと語る。

### 名前の由来
名前の「北斗」は北斗七星が由来となっている。北の空に輝く7つの星は北極星を探す時の指極星として大昔から親しまれており、旅人が道に迷ったとき、空の中心から動かない北極星を目印にして旅を続けていたように、人の道標となるような人間に育って欲しいという願いを込め両親より付けられた。

### 特技
空手
小学校1年の時にテレビで空手を見て、戦う手段としてだけではなく空手という表現技法の美しさに強く惹かれ、道場に通い始め、空手初段（黒帯）を取得。中学1年の時に静岡県大会で2位となり、その冬の全国大会に出場する。越えてもすぐに立ちはだかる新たな高い壁に立ち向かう精神力を空手により鍛えられた、と語る。入所のためのオーデションでも空手を披露する。
キーボード
テレビドラマ『SHARK』（日本テレビ）劇中ロックバンドSHARKのキーボード兼DJ 竜崎歩役を演じたことがきっかけとなる。最初は鍵盤のどこが”ド”なのか分からないレベルだったが、1日10〜12時間集中的に練習し、弾けるようになる。2016年5月、舞台『ジャニーズ銀座2016』公演のソロ曲で『SHARK』劇中歌「SMILE」を弾き語りで披露する。
アクロバット
舞台『SUMMARY 2010』に向けて練習し、バク転とロンダートバク転をマスターする。
また、2014年『ガムシャラSexy夏祭り!!』練習期間中にバク宙が出来るようになったと語り、翌年の『ガムシャラ!SUMMER STATION』では、ダブルダッチパフォーマンスに足をダイナミックに蹴り上げて飛ぶフォーリアを取り入れ披露した。

### 趣味
読書
かつては活字恐怖症だったが、2015年『少年たち 世界の夢が…戦争を知らない子供達』の公演期間、約一ヶ月の間に小説を6冊読破し、活字恐怖症を克服。読書が趣味となった。知識が得られ想像力が鍛えられる読書は、芝居をする上での肥やしであると語る。
繰り返し読んでいる愛読書には、森沢明夫著『虹の岬の喫茶店』湊かなえ著『往復書簡』、西川美和著『永い言い訳』、西加奈子著『きりこについて』、坂元裕二著『初恋と不倫』や『またここか』、瀬尾まいこ著『夜明けのすべて』、恩田陸著『木洩れ日に泳ぐ魚』を挙げ、他にも原田マハ、東野圭吾、村上春樹、伊坂幸太郎などの作品を読む。
映画鑑賞
『オクトーバースカイ』『ジャージー・ボーイズ』『スポットライト 世紀のスクープ』などの実話に基づいて製作された映画を好み、また、『ショーシャンクの空に』のようなメジャーな名作もよく見ている。またフランス映画にも関心が深く、『禁じられた遊び』『太陽がいっぱい』『ピアノ・レッスン』などの往年の名作もDVDで鑑賞する。その他『アバウト・タイム〜愛おしい時間について〜』』『岸辺の旅』などの単館系シネマからアニメ『ズートピア』『クレヨンしんちゃん 嵐を呼ぶ アッパレ!戦国大合戦』（本作を原案とした草彅剛主演作品『BALLAD 名もなき恋のうた』も鑑賞)、人気小説を原作とし映画化した『舟を編む』『ぼくは明日、昨日のきみとデートする』など幅広いジャンルに渡って映画を鑑賞している。さらに、映画化されるとしたら見てみたい小説に恩田陸の『木洩れ日に泳ぐ魚』をよく挙げている。
TEAM NACS
自分が芸能界一のTEAM NACSファンであるに違いないと公言している。DVD化されている舞台は全て観ており、特に『WARRIOR〜唄い続ける侍ロマン』においては台詞を覚えてしまうほど繰り返し鑑賞している。いつかTEAM NACSと舞台で共演したい、メンバーの森崎博之にSixTONESの舞台の脚本を書いてもらいたい、などの目標を語るほどのファンである。大泉洋の歌も演技もこなすマルチな才能に憧れている。2018年『ザ少年倶楽部』クリスマス特番の収録の際、大泉と楽屋が隣同士であったため思い切って挨拶に行き、写真撮影と持参していたTEAM NACSのグッズにサインをもらい、さらに共演の夢が募ったと語る。2020年の『第71回NHK紅白歌合戦』で白組司会を務めた大泉と共演し、歌唱後には「松村くんも良かったぞー」と大泉に名指しで称賛された。また、安田顕のファンでもあり、そのお芝居や発言が好きだと語る。愛読書の安田のエッセイ『北海道室蘭市本町一丁目四十六番地』中の安田の父親の言葉「ほどほどに、浴びるほど」を座右の銘とし、好きな物事に対して自分を抑制しようとしてもなかなかできないものであり、「自分を甘やかしつつも、でもがんばる」というスタンスに共感を示す。2019年、『SODA』5月号（ぴあ株式会社）では安田の対談連載『ヤスダコダ・ハウス』で念願であった対談の夢を果たした。以前、芝居の仕事をもらった際に「次につなげてどんどん使えるようになりたい」という決意を込めて買った安田顕プロデュースの緑色の台本カバーを持参し、安田本人に見せたところ喜んでくれたという。大泉や安田出演の『水曜どうでしょう』（北海道テレビ放送）も大好きで、家族ぐるみで本番組を繰り返し観ている。
ミニチュア雑貨収集
雑貨が好きで、特にミニチュアをコレクションしている。自室に木製のブラインドを付けている小さな出窓があり、その前にある木製の棚が雑貨を飾るスペースになっている。
手のひらサイズの木製の学校用のイスに外国の小さなお酒の瓶やブリキのネジを乗せたり、ドールハウス用の陶器のミニチュアランチボックスを透明な小瓶と並べて飾ったりと微妙な置き方の角度を楽しんだりしている。母親も昔からリビングに海外のアンティークのおもちゃを飾っていたこともあり「私と趣味が似てきたね」と言われたという。その他、アロマや開くと小物入れになっている洋書、ブリキの車、ミニチュアのチョコクッキーなど多種多様な雑貨を飾っており、ブリキの車を自室で2時間走らせて遊んだりしたこともあるという。ブリキの雑貨を中心にアンティークな雰囲気の小物がさりげなく部屋にあったらかわいいのではないかと思い色々なお店を巡っているが、年代物は様々な人の思いがこもっているような気もするため、本物ではなくアンティーク風の新品を買うようにしている。
美術鑑賞
大学入学後、専攻した西洋美術や文学の影響を受け、美術への関心が高まる。大学の講義で紹介されたニコラ・ベルナール・レピシエの『素描する少年』に心を動かされ、絵画に興味を持つ。この絵と出会ったことで自分の中で何かひとつ踏み込んだ感覚があったと語り、大学の教諭に本作品が出展されている「ルーブル美術館」展へ連れて行ってもらったところ、そこに展示されていたカミーユ・コローの『コローのアトリエ』と出会い恋心に近い感覚で欲情を奪われたという。それからは大規模な展覧会があると足を運ぶようになり、一人で鑑賞に行ったモネ展の画集を自宅でも読むなど絵画を楽しんでいる。また『コローのアトリエ』のポストカードをはじめ、部屋の出窓に美術館で購入したポストカードを飾っており、時折鑑賞しているという。2019年、『東海ウォーカー』4月号（KADOKAWA）よりミュージアム探索をメインとし、本人の思いや作品愛をつづるエッセイ『アトリエの前に』の連載を担当。
絵画のみならず、美しい風景やファッション、本、映画や舞台などを通して、活字や作品、人間の魂としての「美」を感じると言う。自己表現においても、自分が表現したものに、まず自分が感動したいと考えている。自分の中に蓄積した感動体験はどこかで必ず生きると感じており、それをできるだけたくさん自分の心に貯めておき、自分の「美」を表現していきたい、と語る。
料理
料理が好きで、高校時代は週に2 - 3回お弁当を作っていた。ニンジンは炒めずレンジで加熱するなどお弁当の彩りにも気を使い調理しているという。親が不在時は夕食の支度を行っており、冷蔵庫にあるもので和食中心に、大根の煮物や焼き魚などの他、スープカレーなども作る。フランベをするためコンロはガスコンロ派、興味のある習い事は和食中心の料理教室と語るが、イタリアンやフレンチにも挑戦したいとの願望もある。

### ファッション
洋服はその時々の自分を反映する媒体であり、感覚を磨いてくれるツールであると語る。また、公演での衣装においても衣装スタッフとタッグを組みこだわりをみせている。服を組み合わせるように仕事でも縛られず柔軟に色々なものを吸収し、服への愛情を仕事へ生かせるくらい自分でも研究していきたいと語る。
かつては自身のデニムにペイントをしたりパーカーにクモの巣をデコレーションする等リメイクを趣味とし、SixTONESメンバーの髙地優吾のデニムのポケットにヒョウ柄をデコレーションして贈るなどしていたが、現在は道具も捨ててしまい、リメイクは卒業したという。高校時代までは自身の好みに関わらずレザーにダメージデニムなど一目でジャニーズとわかる王道ファッションを意識していたが、主張の強くない自身の顔立ちには向いていないと感じるようになり、現在は自分の感覚でアイテムを選ぶようになったと語る。
感覚的に自分が好むものを選択し、こだわりはほとんどないと語るものの、古着とハイブランド、プチプライスアイテムのミックスコーディネイトを主義としており自分らしさを追及している。新品ではなかなか見られない柄や一点ものの掘り出し物に出合える古着が大好きで、1日に何軒も店をまわる事もあるという。柄物や派手な色のアイテムも多いと語り、ヴィンテージのトップスにドレスシューズを合わせ、さらには靴下の柄にもこだわりを見せるなど、スポーティーなファッションに革靴を合わせるコーディネイトを定番としている。また、シャツインするスタイルも多く、デザイン性のあるベルトやバンダナでウェストマークするスタイルを好むという。
レディースも守備範囲としており、一人で女性向けのショップにも足を運び、試着にも時間をかけて選んでいる。アイウェアも好きで、一番気に入っていたメガネを失くした際も全く同じものを購入したという。少しずつ新しいアイウェアを増やしていき、将来的にメガネドレッサー賞受賞に繋がれば嬉しいと夢を語った。
2017年8月に開催された『君たちが〜KING'S TREASURE』SixTONES公演にて披露されたコント曲『俺たちは黒ーンズ』では、「私服のセンスは意味不明、プライベートは行方不明」というキャッチコピーが歌われ、メンバーには「センスが分からない」と散々言われているが、誰かに自分のセンスをわかってもらうことを正解とせず、他人と同じファッションに染まることなく自分の感覚で選んでいきたい、とファッションへの理念を語っている。
また、2017年の大きな出来事として「ベストジーニスト」に四年連続入賞した事を挙げ、記念として常々気になっていた裾を長めに折り返すタイプのハイブランドのデニムを購入し、愛用している。

### 学業
2015年3月、堀越高等学校を卒業し、亜細亜大学に進学。経営学を専攻し、「ルーブル美術館展」に連れて行ってくれたという大学の教授との仲も語る。卒業論文は経営と電気自動車をテーマに執筆。

## 受賞・ノミネート
- Myojo『第19回あなたが選ぶJr.大賞』 - 1位[157]。
- ViVi 国宝級イケメンランキング 1位
  - 2019年上半期・NEXT部門[158]
  - 2021年上半期・NOW部門[159]
  - 2021年下半期・NOW部門（2連覇達成により殿堂入り）[160]
- 第111回ザテレビジョンドラマアカデミー賞 助演男優賞（『カムカムエヴリバディ』）[161]
- 第46回日本アカデミー賞
  - 新人俳優賞（『ホリック xxxHOLiC』）[162]
  - 話題賞 俳優部門（『すずめの戸締まり』『ホリック xxxHOLiC』）[163]
- 第51回 アニー賞 声優賞 長編作品部門（『すずめの戸締まり』） - ノミネート[164]
- 第16回TAMA映画賞 最優秀新進男優賞（『夜明けのすべて』『ディア・ファミリー』『キリエのうた』）[165]
- 第121回ザテレビジョンドラマアカデミー賞 助演男優賞（『西園寺さんは家事をしない』）[166]
- 第37回日刊スポーツ映画大賞・石原裕次郎賞「ファンが選ぶ最高演技賞」（『夜明けのすべて』）[167]
- 第98回キネマ旬報ベスト・テン 主演男優賞（『夜明けのすべて』）[168]
- 第34回TV LIFE年間ドラマ大賞2024 助演男優賞（『西園寺さんは家事をしない』）[169]
- TVステーションドラマ大賞2024 助演男優賞（『西園寺さんは家事をしない』）[170]
- 第三回 女性記者映画賞 2024 最優秀主演男優賞（『夜明けのすべて』）[171]

## 出演

### テレビドラマ
- 私立バカレア高校（2012年4月14日 - 6月30日、日本テレビ）- 浅田哲也 役[172][173][174]
- 黒の女教師（2012年7月20日 - 9月21日、TBS）- 戸田トシオ 役[175]
- Piece（2012年10月6日 - 12月29日、日本テレビ）- 矢内高史 役[176]
- TAKE FIVE〜俺たちは愛を盗めるか〜 第7話（2013年5月31日、TBS）- 堂城一馬 役[25]
- ぴんとこな（2013年7月18日 - 9月19日、TBS）- 澤山梢平 役[177]
- SHARK（2014年1月12日 - 3月30日、日本テレビ）- 竜崎歩 役[178][179]
  - SHARK〜2nd Season〜 第7話（2014年6月8日、日本テレビ）[180]
- 金曜ロードSHOW! 特別ドラマ企画 仮面ティーチャー（2014年2月14日、日本テレビ）- 遊沢礼治 役[181][182]
- 世にも奇妙な物語 ’18秋の特別編「マスマティックな夕暮れ」（2018年11月10日、フジテレビ）- 大知 役[51][183]
- クロスロード3 群衆の正義（2018年12月2日 - 12月23日、NHK BSプレミアム）- 飯塚伸 役[52]
- パーフェクトワールド（2019年4月16日 - 6月25日、関西テレビ・フジテレビ） - 渡辺晴人 役[184][55]
- 10の秘密（2020年1月14日 - 3月17日、関西テレビ・フジテレビ） - 伊達翼 役[185]
- 一億円のさようなら（2020年9月27日 - 11月15日、NHK BSプレミアム・BS4K）- 加能鉄平（28 - 35歳） 役[186]
- レッドアイズ 監視捜査班（2021年1月23日 - 3月27日、日本テレビ） - 小牧要 役[187]
- 女王の法医学〜屍活師〜（2021年5月31日、テレビ東京）- 犬飼一 役[188]
  - 女王の法医学〜屍活師〜2（2022年3月21日、テレビ東京）[189][190]
  - 女王の法医学〜屍活師〜3（2023年7月3日、テレビ東京）[191]
- 連続テレビ小説 カムカムエヴリバディ（2021年11月1日 - 2022年4月8日、NHK） - 雉真稔 役[192]
- 恋なんて、本気でやってどうするの?（2022年4月18日 - 6月20日、関西テレビ・フジテレビ） - 長峰柊磨 役[193]
- ノッキンオン・ロックドドア（2023年7月29日 - 9月23日、テレビ朝日） - 主演・御殿場倒理 役（西畑大吾とダブル主演）[194][195]
- 西園寺さんは家事をしない（2024年7月9日 - 9月17日、TBS） - 楠見俊直 役[196]
- 路上のルカ（2024年7月28日、日本映画専門チャンネル） - 潮見夏彦 役[197]
- アンサンブル（2025年1月18日 - 3月22日、日本テレビ） - 真戸原優 役[198]

### 配信ドラマ
- レッドアイズ 監視捜査班 The First Mission（2021年3月20日 - 、Hulu） - 小牧要 役[199]
- ラブリーアンサンブル（2025年2月15日・3月22日、Hulu） - 真戸原優 役[200]

### 映画
- 劇場版 私立バカレア高校（2012年10月13日、ショーゲート）- 浅田哲也 役[201]
- バニラボーイ トゥモロー・イズ・アナザー・デイ（2016年9月3日、クロックワークス）- 主演・林秀太 役[202][203]（ジェシー、田中樹とトリプル主演）
- 坂道のアポロン（2018年3月10日、アスミックエース）- 松岡星児 役[204][205][206]
- 映画 少年たち（2019年3月29日、松竹）- ダイケン 役[207]
- ライアー×ライアー（2021年2月19日、アスミックエース）- 主演・高槻透 役[208]（森七菜とダブル主演）
- 劇場版「きのう何食べた?」（2021年11月3日、東宝）- 田渕剛 役[209]
- ホリック xxxHOLiC（2022年4月29日、松竹 / アスミック・エース）- 百目鬼静 役[210]
- キリエのうた（2023年10月13日、東映） - 潮見夏彦 役[211][212]
- 夜明けのすべて（2024年2月9日、バンダイナムコフィルムワークス / アスミック・エース）- 主演・山添孝俊 役（上白石萌音とダブル主演）[213][214]
- ディア・ファミリー（2024年6月14日、東宝） - 富岡進 役[215]
- ファーストキス 1ST KISS（2025年2月7日、東宝） - 硯駈 役[216]
- 秒速5センチメートル（2025年10月10日公開予定、東宝） - 主演・遠野貴樹 役[217][218]

### 劇場アニメ
- すずめの戸締まり（2022年11月11日、東宝） - 宗像草太 役[219]

### バラエティ
- スクール革命（2009年6月21日 - 2012年3月4日、日本テレビ）[220]
- ヤンヤンJUMP（2011年4月16日 - 2012年7月15日、テレビ東京）[221]
- ガムシャラ!（2014年4月12日 - 2016年4月2日、テレビ朝日）[30][33][31]

### ドキュメンタリー番組
- 僕たちは戦争をしらない 〜1945年を生きた子どもたち〜（2022年8月14日、テレビ朝日）[222]
- 僕たちは戦争を知らない 〜戦禍を生きた女性たち〜（2023年8月13日、テレビ朝日）[223]

### 音楽番組
- ザ少年倶楽部（2009年3月 - 、NHK BSプレミアム）[11]
- ガムシャラJ's Party!!（2014年4月5日 - 2015年2月28日、テレ朝チャンネル1）[224][225]

### ラジオ番組
- 松たか子と松村北斗のオールナイトニッポンPremium（2025年2月6日予定、ニッポン放送） - 松たか子とパーソナリティ[226]

### 広告
- 31アイスクリーム (2013年4月27日 - 5月9日、5月29日 - 6月28日)[227][228]
- ブルボン「フェットチーネグミ」（2022年3月8日 - ）[229]
- TDCソフト（2022年3月18日 - ） - 駿河太郎と共演[230]
- ECCジュニア（2022年8月17日 - 2023年） - ジェシーと共演[231]
- サントリー「サントリーオールフリー」（2023年3月18日 - ） - 菜々緒、飛永翼、大水洋介と共演[232]
- SHIRORU - ブランドアンバサダー
  - 「クリスタルホイップ」（2024年7月2日 - ）[233][234]
  - 「クリスタルホイップ ブラック」（2025年7月22日 - ）[235]
- 丸亀製麺「丸亀うどーなつ」（2025年4月10日 - ） - アンバサダー、髙橋海人と共演[236]

### 舞台
- SUMMARY 2011（2011年8月7日 - 9月11日、TOKYO DOME CITY HALL）[237]
- ABC座 星（スター）劇場（2012年2月4日 - 29日、日生劇場）[238]
- Johnny's Dome Theatre 〜SUMMARY2012〜（2012年9月8日 - 9日、東京ドームシティホール)[23]
- Live House ジャニーズ銀座（2013年5月10日、5月24日、6月1日 - 2日、シアタークリエ)[239]
- JOHNNYS' 2020 WORLD（2014年1月2日 ‐ 26日、帝国劇場）[240]
- ジャニーズ銀座2014（2014年5月9日 - 11日、シアタークリエ）[241]
- ジャニーズ銀座 2015（2015年4月30日、5月1日、3日、4日、シアタークリエ）[242]

### コンサート
- フォーラム新記録!!ジャニーズJr.1日4公演やるぞ!コンサート（2009年6月7日、東京国際フォーラム)[14]
- ジャニーズJr.夏休み全員集合1日4公演!!（2009年8月18日、東京国際フォーラムホールA）[243]
- 年末ヤング東西歌合戦!東西Jr.選抜大集合 2010!（2010年11月26 - 27日、NHKホール)[244]
- フレッシュジャニーズJr. IN 横浜アリーナ（2012年12月16日、横浜アリーナ)[245]
- JOHNNYS' Worldの感謝祭 in 東京ドーム（2013年3月16日 - 17日、東京ドーム)[246]
- ガムシャラ J's Party !! Vol.1（2014年2月1日 - 2日、EXシアター六本木）[247]
- ガムシャラ J's Party !! Vol.2（2014年3月26日 - 28日、EXシアター六本木）[248]
- ガムシャラ J's Party !! Vol.4（2014年5月13日 - 14日、EXシアター六本木）[35]
- ガムシャラ J's Party !! Vol.5（2014年6月4日 - 5日、EXシアター六本木）[249]
- ガムシャラSexy夏祭り!![チーム羅]（2014年7月31日、8月2日、4日 - 5日、7日 - 8日、EXシアター六本木）[250][251]
- ガムシャラ J's Party !! Vol.6（2014年12月17日 - 18日、EXシアター六本木）[252]
- ガムシャラ J's Party !!︎ Vol.7（2015年1月23日 - 1月25日1部のみ、EXシアター六本木）[253]
- ガムシャラ! サマーステーション [チーム羅]（2015年7月25日、27日、29日、31日、8月7日、11日、12日、14日、EXシアター六本木）[254]

## オリジナル曲

### ソロ曲
- ガラス花 - 『CREAK』〈初回盤A〉収録
- 憧憬のアーチ - 『BOYZ』〈初回盤A〉収録

### ユニット曲
京本大我
- ってあなた -『1ST』〈初回盤B：音色盤〉収録

髙地優吾
- 真っ赤な嘘 - 『CITY』〈初回盤B〉収録

ジェシー
- 愛という名のベール - 『声』〈初回盤B〉収録

田中樹
- スーパーボーイ - 『THE VIBES』〈初回盤B〉収録

森本慎太郎
- Don't Know Why -『GOLD』〈初回盤B〉収録

## 書籍

### 雑誌連載
- 松村北斗(SixTONES) アトリエの前で（KADOKAWA『東海ウォーカー』2019年4月号 - )[54]